# وست‌ویل (نیویورک)
وست‌ویل (به انگلیسی: Westvale) یک منطقهٔ مسکونی در ایالات متحده آمریکا است که در شهرستان اونانداگا، نیویورک واقع شده‌است. وست‌ویل ۳٫۵ کیلومتر مربع مساحت و ۴٬۹۶۳ نفر جمعیت دارد و ۱۵۴ متر بالاتر از سطح دریا واقع شده‌است.